# Oleftalbahn
| |                      |                                                                            |                                                                            |
| Streckennummer (DB): | 2635                 |                                                                            |                                                                            |
| Kursbuchstrecke: | 248d (1946)          |                                                                            |                                                                            |
| Streckenlänge: | 17,8 km              |                                                                            |                                                                            |
| Spurweite: | 1435 mm (Normalspur) |                                                                            |                                                                            |
| Streckenklasse: | CE                   |                                                                            |                                                                            |
| Streckengeschwindigkeit: | 50 km/h              |                                                                            |                                                                            |
| |                      |                                                                            |                                                                            |
| \| \| \| Eifelstrecke von Trier \| \| \| \| 0,0 \| Kall \| Kall \| \| \| \| Eifelstrecke nach Köln \| \| \| \| 0,4 \| Infrastrukturgrenze DB Netz – RSE \| Infrastrukturgrenze DB Netz – RSE \| \| \| 2,0 \| Kall-Anstois-Mastert (ab 1953) \| Kall-Anstois-Mastert (ab 1953) \| \| \| \| Streckenende seit 2021 \| \| \| \| \| Urft (Brücke 2021 zerstört) \| \| \| \| 5,0 \| Gemünd-Mauel (1953–1981) \| Gemünd-Mauel (1953–1981) \| \| \| 5,9 \| Gemünd (zuvor Bf, Ladestraße) \| Gemünd (zuvor Bf, Ladestraße) \| \| \| \| Gemünder Tunnel (130 m) \| \| \| \| 8,0 \| Gemünd-Nierfeld (1953–1981) \| Gemünd-Nierfeld (1953–1981) \| \| \| 9,0 \| Olef \| Olef \| \| \| \| Ortsdurchfahrt Olef \| \| \| \| \| \| \| \| \| 10,3 \| Schleiden-Höddelbusch (Panzerver- ladung für Truppenübungsplatz Vogelsang) \| Schleiden-Höddelbusch (Panzerver- ladung für Truppenübungsplatz Vogelsang) \| \| \| \| \| \| \| \| \| \| \| \| \| 11,7 \| Schleiden Rathaus nur 2006/07 als Ersatz \| Schleiden Rathaus nur 2006/07 als Ersatz \| \| \| \| \| \| \| \| 12,0 \| Schleiden (Eifel) \| Schleiden (Eifel) \| \| \| 13,0 \| Schleiden-Wiesgen \| Schleiden-Wiesgen \| \| \| \| Olef \| \| \| \| \| Olef \| \| \| \| 14,1 \| Oberhausen (Eifel) \| Oberhausen (Eifel) \| \| \| 15,6 \| Blumenthal (Eifel) \| Blumenthal (Eifel) \| \| \| 17,8 \| Hellenthal \| Hellenthal \| \| \| \| \| \| \| Quellen: [2] \| \| \| \| |                      |                                                                            |                                                                            |
| Strecke |                      | Eifelstrecke von Trier                                                     | Eifelstrecke von Trier                                                     |
| Bahnhof | 0,0                  | Kall                                                                       | Kall                                                                       |
| Abzweig geradeaus und nach rechts |                      | Eifelstrecke nach Köln                                                     | Eifelstrecke nach Köln                                                     |
| Wechsel des Eisenbahninfrastrukturunternehmens | 0,4                  | Infrastrukturgrenze DB Netz – RSE                                          | Infrastrukturgrenze DB Netz – RSE                                          |
| ehemaliger Haltepunkt / Haltestelle | 2,0                  | Kall-Anstois-Mastert (ab 1953)                                             | Kall-Anstois-Mastert (ab 1953)                                             |
| |                      | Streckenende seit 2021                                                     |                                                                            |
| Brücke über Wasserlauf (Strecke außer Betrieb) |                      | Urft (Brücke 2021 zerstört)                                                | Urft (Brücke 2021 zerstört)                                                |
| Haltepunkt / Haltestelle (Strecke außer Betrieb) | 5,0                  | Gemünd-Mauel (1953–1981)                                                   | Gemünd-Mauel (1953–1981)                                                   |
| Haltepunkt / Haltestelle (Strecke außer Betrieb) | 5,9                  | Gemünd (zuvor Bf, Ladestraße)                                              | Gemünd (zuvor Bf, Ladestraße)                                              |
| Tunnel (Strecke außer Betrieb) |                      | Gemünder Tunnel (130 m)                                                    | Gemünder Tunnel (130 m)                                                    |
| Haltepunkt / Haltestelle (Strecke außer Betrieb) | 8,0                  | Gemünd-Nierfeld (1953–1981)                                                | Gemünd-Nierfeld (1953–1981)                                                |
| Haltepunkt / Haltestelle (Strecke außer Betrieb) | 9,0                  | Olef                                                                       | Olef                                                                       |
| Bahnübergang (Strecke außer Betrieb) |                      | Ortsdurchfahrt Olef                                                        | Ortsdurchfahrt Olef                                                        |
| |                      |                                                                            |                                                                            |
| Dienststation / Betriebs- oder Güterbahnhof (Strecke außer Betrieb) | 10,3                 | Schleiden-Höddelbusch (Panzerver- ladung für Truppenübungsplatz Vogelsang) | Schleiden-Höddelbusch (Panzerver- ladung für Truppenübungsplatz Vogelsang) |
| |                      |                                                                            |                                                                            |
| |                      |                                                                            |                                                                            |
| Haltepunkt / Haltestelle (Strecke außer Betrieb) | 11,7                 | Schleiden Rathaus nur 2006/07 als Ersatz                                   | Schleiden Rathaus nur 2006/07 als Ersatz                                   |
| |                      |                                                                            |                                                                            |
| Bahnhof (Strecke außer Betrieb) | 12,0                 | Schleiden (Eifel)                                                          | Schleiden (Eifel)                                                          |
| Haltepunkt / Haltestelle (Strecke außer Betrieb) | 13,0                 | Schleiden-Wiesgen                                                          | Schleiden-Wiesgen                                                          |
| Brücke über Wasserlauf (Strecke außer Betrieb) |                      | Olef                                                                       | Olef                                                                       |
| Brücke über Wasserlauf (Strecke außer Betrieb) |                      | Olef                                                                       | Olef                                                                       |
| Haltepunkt / Haltestelle (Strecke außer Betrieb) | 14,1                 | Oberhausen (Eifel)                                                         | Oberhausen (Eifel)                                                         |
| Bahnhof (Strecke außer Betrieb) | 15,6                 | Blumenthal (Eifel)                                                         | Blumenthal (Eifel)                                                         |
| Kopfbahnhof Streckenende (Strecke außer Betrieb) | 17,8                 | Hellenthal                                                                 | Hellenthal                                                                 |
| |                      |                                                                            |                                                                            |
| Quellen: |                      |                                                                            |                                                                            |

Die Oleftalbahn (kurz: OTB, auch Flitsch) ist eine 17,8 km lange, eingleisige und nicht elektrifizierte Nebenbahn von Kall durch das Schleidener Tal über Schleiden nach Hellenthal. Die Strecke wurde infolge von Überschwemmungen im Juli 2021 unbefahrbar. Zuvor wurde sie von touristischem Museumsbahnverkehr im Sommerhalbjahr und gelegentlichem Güterverkehr genutzt. Es gibt Bestrebungen, den im Jahr 1981 eingestellten Personenverkehr zu reaktivieren.

## Geschichte
Der Bau der Oleftalbahn begann im März 1881, nachdem die Trasse zu Beginn des Jahres 1881 Bestandteil des Eisenbahngesetzes geworden war. Nach genau drei Jahren Bauzeit konnte die Strecke von Kall durch das Schleidener Tal nach Hellenthal am 8. März 1884 eröffnet werden, damals als Secundairbahn Call=Hellenthal. Grund für ihren Bau waren vor allem lokale Bedürfnisse, da das Schleidener Tal zu dieser Zeit sehr stark industriell und wirtschaftlich geprägt war (Eisenverhüttung und Bergbau), die Eisenbahn war daher zur Heranschaffung von Steinkohle und zur Anbindung der Erzgruben und Hüttenwerke nötig. Die Strecke besaß zunächst vor allem Bedeutung für den Güterverkehr; 19 Betriebe hatten einen Gleisanschluss und konnten so sowohl Rohstoffe heranschaffen als auch ihre Produkte per Bahn abtransportieren.
Beim Bau der Urfttalsperre, der zu diesem Zeitpunkt größten Talsperre Europas, wurden sämtliche Baumaterialien bis Gemünd zunächst auf der Oleftalbahn herangeschafft und anschließend mit einer etwa 13 Kilometer langen schmalspurigen Materialbahn zur Baustelle der Staumauer transportiert.
Durch ihre grenznahe Lage und die Frontnähe ab der Ardennenoffensive wurde die Oleftalbahn im Jahre 1945 stark beschädigt, vor allem Bahnhöfe, Brücken und der Gemünder Tunnel. Erst 1948 konnte die Strecke wieder in Betrieb genommen werden. In den Jahren 1949 bis 1951 erhielten dann die Bahnhöfe Kall, Gemünd, Schleiden (Eifel) und Blumenthal (Eifel) neue Empfangsgebäude.
In den 1950er- und 1960er-Jahren kam vor allem dem Personenverkehr wieder große Bedeutung zu, so fuhren in den 1960er-Jahren täglich zehn Zugpaare je Fahrtrichtung, 1953 wurden in Anstois, Mauel und Nierfeld neue Bedarfshaltepunkte eingerichtet. Während die Haltepunkte in Mauel und Nierfeld noch bis 1981 bedient wurden, wurde der eher abgelegene Hp Anstois schon vor 1981 wieder aufgegeben.

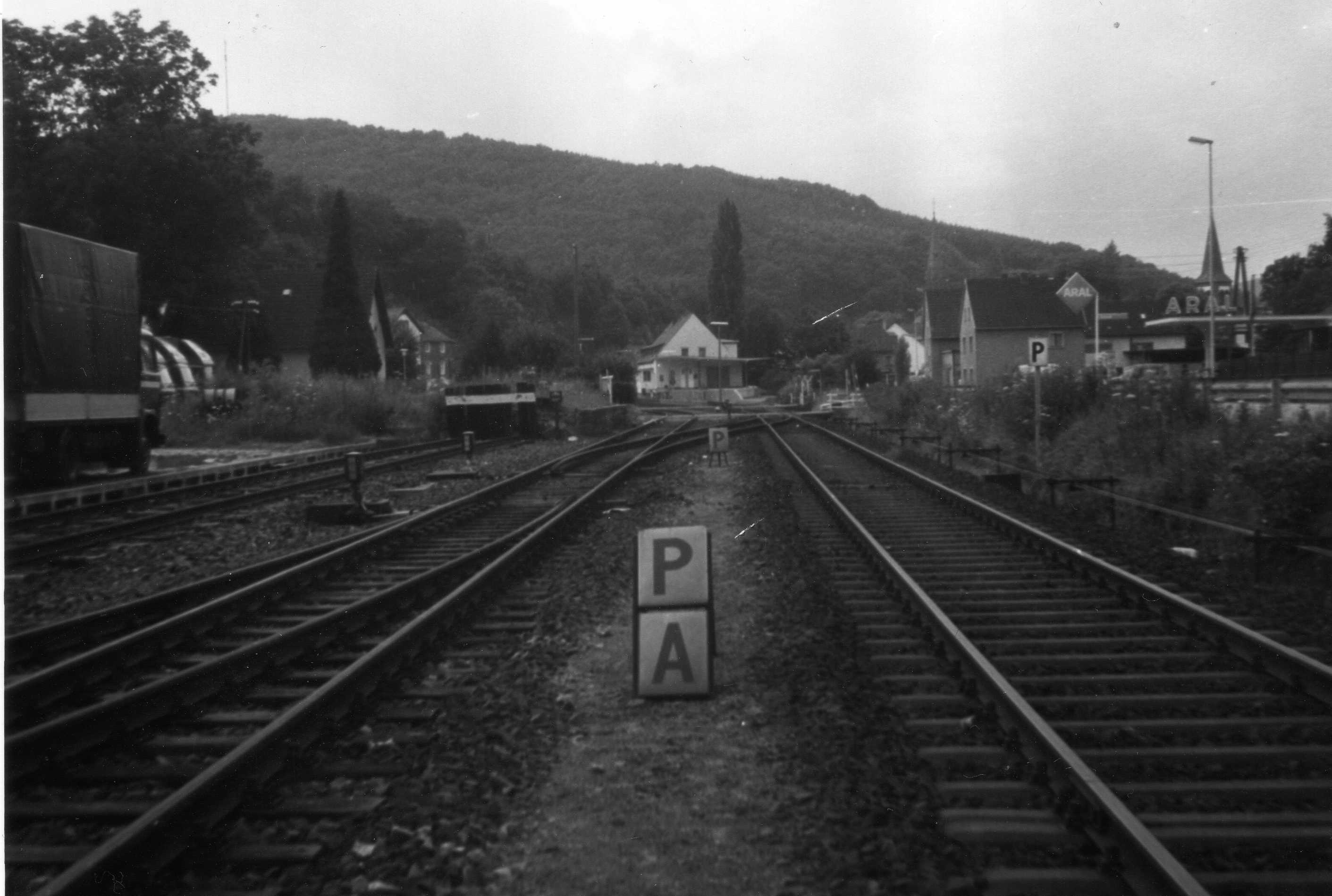
(Güter-)Bahnhof Gemünd zwei Monate nach Einstellung des Personenverkehrs; im Hintergrund Empfangsgebäude, Bahnsteig und (direkt vorm Tunnel) das Ausfahrsignal Richtung Hellenthal

Am 30. Mai 1981 wurde, trotz starker Proteste der Bevölkerung, die unter anderem versuchte, auf dem Dorfplatz von Olef den letzten Zug an der Weiterfahrt zu hindern, der regelmäßige Personenverkehr von der damaligen Deutschen Bundesbahn eingestellt. Bis zum 28. Mai 1994 gab es noch regelmäßigen Güterverkehr bis nach Hellenthal, danach nur noch Militärverkehr bis Schleiden-Höddelbusch zur Panzerverladerampe. Den nicht mehr genutzten Abschnitt Höddelbusch–Schleiden Bf übernahm 1999 die Rhein-Sieg-Eisenbahn und nahm am 27. Juli 1999 den Betrieb wieder auf. Die Panzerbeförderung endete 2002. Der belgische Truppenübungsplatz Vogelsang wurde zum 1. Januar 2006 aufgegeben.
Im Jahr 2006 wurde der Streckenabschnitt zwischen dem provisorischen Haltepunkt Schleiden Rathaus und dem Bahnhof Schleiden im Rahmen eines Straßenbauprojektes auf der Bundesstraße 258 (Brückenerneuerung) asphaltiert und in eine Behelfsstraße umgewandelt. Diese Straße wurde Ende 2007 zurückgebaut, die Signalanlagen im November 2008 wieder in Betrieb genommen. Damit konnte der Bahnhof Schleiden wieder bedient werden, der Behelfshaltepunkt Schleiden Rathaus wurde aufgegeben und zurückgebaut.
Zum 1. November 2008 pachtete die Rhein-Sieg-Eisenbahn den Abschnitt zwischen Kall und Schleiden-Oberhausen (km 0,449–km 15,005) von der DB Netz und wurde Betreiber der Infrastruktur dieses Abschnitts. Sie erhielt eine 50-jährige Betriebsgenehmigung. Die Strecke zwischen Schleiden und Oberhausen wurde am 22. Oktober 2008 wiedereröffnet. Die restlichen 3,2 km zwischen Oberhausen und Hellenthal waren von 1997 bis 2008 stillgelegt. Am 11. Dezember 2008 hat die Rhein-Sieg-Eisenbahn auch die Reststrecke zwischen Oberhausen und Hellenthal übernommen, die seit 30. August 2009 wieder bis Blumenthal befahren werden konnte. Am 1. August 2010 wurde auch das letzte Teilstück von Blumenthal bis Hellenthal wieder in Betrieb genommen. Der Holzgüterverkehr wurde wiederaufgenommen. Die Strecke wurde fahrplanmäßig an allen Sonn- und Feiertagen von Pfingsten bis zum 1. November (Allerheiligen) von Ausflugs-/Museumszügen befahren.

### Bemühungen zur Wiederaufnahme des SPNV
1995 gründete sich die örtliche Bahninitiative Bahn- und Businitiative Schleidener Tal e. V. (BuBI), die sich um die Wiederaufnahme des Schienenpersonennahverkehrs im Schleidener Tal bemüht. 1998 wurde die Reaktivierung der Oleftalbahn in den ÖPNV-Bedarfsplan des Landes Nordrhein-Westfalen als Modellprojekt im ländlichen Raum mit höchster Priorität aufgenommen, 1999 beschloss der Kreistag ein Betriebs- und Finanzierungskonzept und 2000 meldete der Verkehrsverbund Rhein-Sieg (VRS) das Streckenvorhaben beim Land an, sodass es in die erste Stufe des Ausbauplans aufgenommen wurde.
Nachdem der Landtag 2001 eine grundsätzliche Neubewertung aller Schienenprojekte im Rahmen der sogenannten Integrierten Gesamtverkehrsplanung IGVP beschlossen hatte, lag die Reaktivierung auf Eis. Auf Veranlassung des damaligen Landesverkehrsministers Oliver Wittke im Kabinett Rüttgers wurde die Strecke gegen alle Einwände 2006 aus dem ÖPNV-Bedarfsplan des Landes herausgenommen.

### Denkmalschutz/Besonderheiten
Im Jahr 2007 setzte sich der Regierungspräsident Hans Peter Lindlar auf Antrag des Rheinischen Amtes für Denkmalpflege für die Unterschutzstellung der Oleftalbahn wegen ihrer herausragenden Bedeutung ein. Dies stand den Plänen des obersten Straßenplaners des Kreises Euskirchen, Franz Unterstetter, und denen der Gemeinden Kall und Hellenthal entgegen. Anfang 2011 folgte die Kölner Bezirksregierung einem Antrag des Rheinischen Amtes für Denkmalpflege und stellte die Oleftalbahn als Baudenkmal unter Denkmalschutz. Hauptgründe für den Denkmalschutz seien die Gleisanlagen, die Bahnhofsgebäude in Kall und Blumenthal, der Gemünder Tunnel, die Ortsdurchfahrt Olef, die Panzerverladung Höddelbusch und das Stellwerk in Kall. Neben der Oleftalbahn steht im Regierungsbezirk Köln lediglich die Wiehltalbahn unter Denkmalschutz, sodass die Unterschutzstellung einer noch befahrenen Bahnstrecke bemerkenswert ist.

### Sperrung 2018
Die Strecke wurde am 27. April 2018 gesperrt, weil bei Straßenbauarbeiten in Kall Anstois eine Stützmauer zu dicht am Gleis errichtet worden war. Im Mai wurde eine bis Ende August 2018 befristete Ausnahmegenehmigung zum Befahren des betreffenden Abschnittes in Schrittgeschwindigkeit nach Halt vor der Engstelle erteilt.
Ende 2018 wurde die Stützmauer zurückversetzt, sodass das Regellichtraumprofil wieder eingehalten wird.

### Hochwasser im Juli 2021
Bei den Überschwemmungen in der Nacht zwischen dem 14. und dem 15. Juli 2021 traten die Flüsse Urft und Olef derart über die Ufer, dass über 90 % der Oleftalbahn beschädigt oder zerstört wurden. Durch Überflutungen und Unterspülungen entstanden Beschädigungen der Bahndämme, Schienen und Brücken. Die Schadenshöhe wird durch die RSE auf 15 Millionen Euro geschätzt. Durch den Streckenverlauf unmittelbar neben beiden Flüssen ist die Strecke im gesamten Verlauf betroffen.
Am 7. Juni 2024 veröffentlichte die Rhein-Sieg-Eisenbahn im Bundesanzeiger ihre Absicht zur Stilllegung der Strecke.

### Reaktivierungbestrebungen
Im Oktober 2024 gab der NVR die Ergebnisse einer Vorstudie zur Reaktivierung der Oleftalbahn bekannt. Demnach kostet die Reaktivierung mit Beseitigung der Flutschäden 75,5 Millionen Euro. Kosten für Grunderwerb, Sicherungstechnik, Umwelt- und Denkmalschutz wurden noch nicht in die Kalkulation aufgenommen. Die Ergebnisse der Studie sind mit etlichen Risiken verbunden, die bei der Untersuchungstiefe nicht mitbetrachtet werden konnten. Da unklar ist, ob für eine mögliche Reaktivierung Mittel aus dem Fluthilfefond in Anspruch genommen werden können, wurden zwei Fälle betrachtet. Das Nutzen-Kosten-Verhältnis liegt im Fall „Vollkosten“ ohne Fluthilfemittel bei 0,5. Für den Fall „Fluthilfe“ mit 60 % Finanzierung aus dem Fluthilfefond liegt dieser bei 1,7. Das heißt die Reaktivierung wäre nur mit Nutzung von Fluthilfemitteln volkswirtschaftlich sinnvoll und aus öffentlichen Mitteln förderfähig. Zur Diskussion stand ein Einsatz von Batterie-Oberleitungstriebzügen, die im Bahnhof Kall unter Oberleitung nachgeladen werden sollen. Zum Zeitpunkt der Untersuchung lag keine Entscheidung zum Umgang mit möglichen Fluthilfemitteln vor. Diese können bis Ende 2026 beantragt werden, setzen allerdings voraus, dass dann auch regelmäßiger Bahnbetrieb stattfindet. DB InfraGO hat noch keinen Antrag gestellt und es ist unklar, ob das Unternehmen als zukünftiger Betreiber der Strecke zur Verfügung steht. Es laufen Gespräche zwischen den Beteiligten. Unter den vorliegenden Risiken möchte man aber keine Entscheidung zur Reaktivierung mit regelmäßigem SPNV treffen und die Planungstiefe erhöhen.
Das Bundesministerium für Digitales und Verkehr teilte mit, dass für die Wiederherstellung der Trasse nach der Flut Mittel aus dem Wiederaufbaufonds des Bundes ausgegeben werden können. Voraussetzung sei lediglich ein Antrag von der DB InfraGO.

## Streckenbeschreibung

### Bahnhof Kall

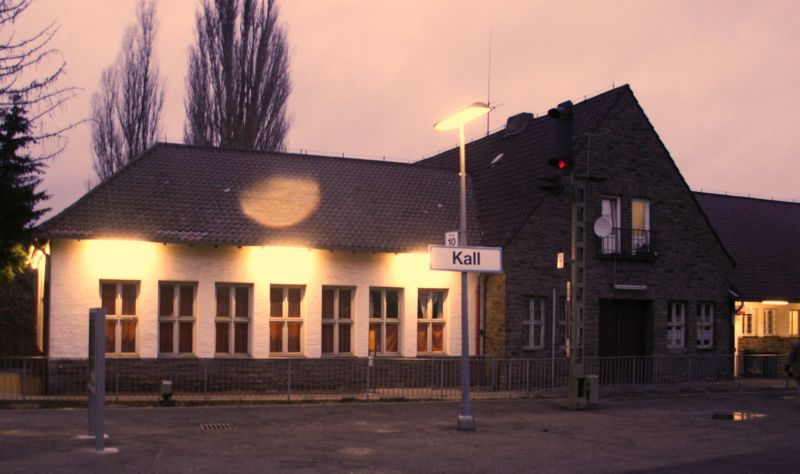
Der Bahnhof Kall bei Nacht

Die Oleftalbahn beginnt in Kall, wo die Strecke mittels einer Weiche an die Eifelstrecke angeschlossen ist. Der Bahnsteig liegt am Gleis 10. Anschließend führt das Gleis direkt am Empfangsgebäude vorbei, welches im Jahr 2009 aufwendig renoviert wurde und heute unter anderem ein Kundencenter der RVK mit einem Infopunkt zum Nationalpark Eifel beherbergt. Das Gebäude steht unter Denkmalschutz. Kurz hinter dem Einfahrsignal liegt die Grenze zwischen der DB Netz AG und der RSE. Nach der Durchquerung des Ortes verläuft die Trasse zunächst durch das Urfttal, anfangs direkt neben der Landstraße, und ab Anstois unterhalb der Bundesstraße 266.

### Haltepunkte Anstois und Mauel
In Anstois gab es am Streckenkilometern 2,0 ab 1953 einen kleinen Bedarfshaltepunkt, der noch vor der Einstellung des Personenverkehrs wieder aufgegeben wurde. Meist führt die Strecke unmittelbar an der Urft entlang. Im Gewerbegebiet Mauel quert die Trasse neun kleinere Straßen, von 1953 bis 1981 gab hier am Kilometer 5,0 auch einen Bedarfshaltepunkt Mauel. Nun führt die Trasse neben der Bundesstraße bis zum Haltepunkt Gemünd.

### Haltepunkt Gemünd

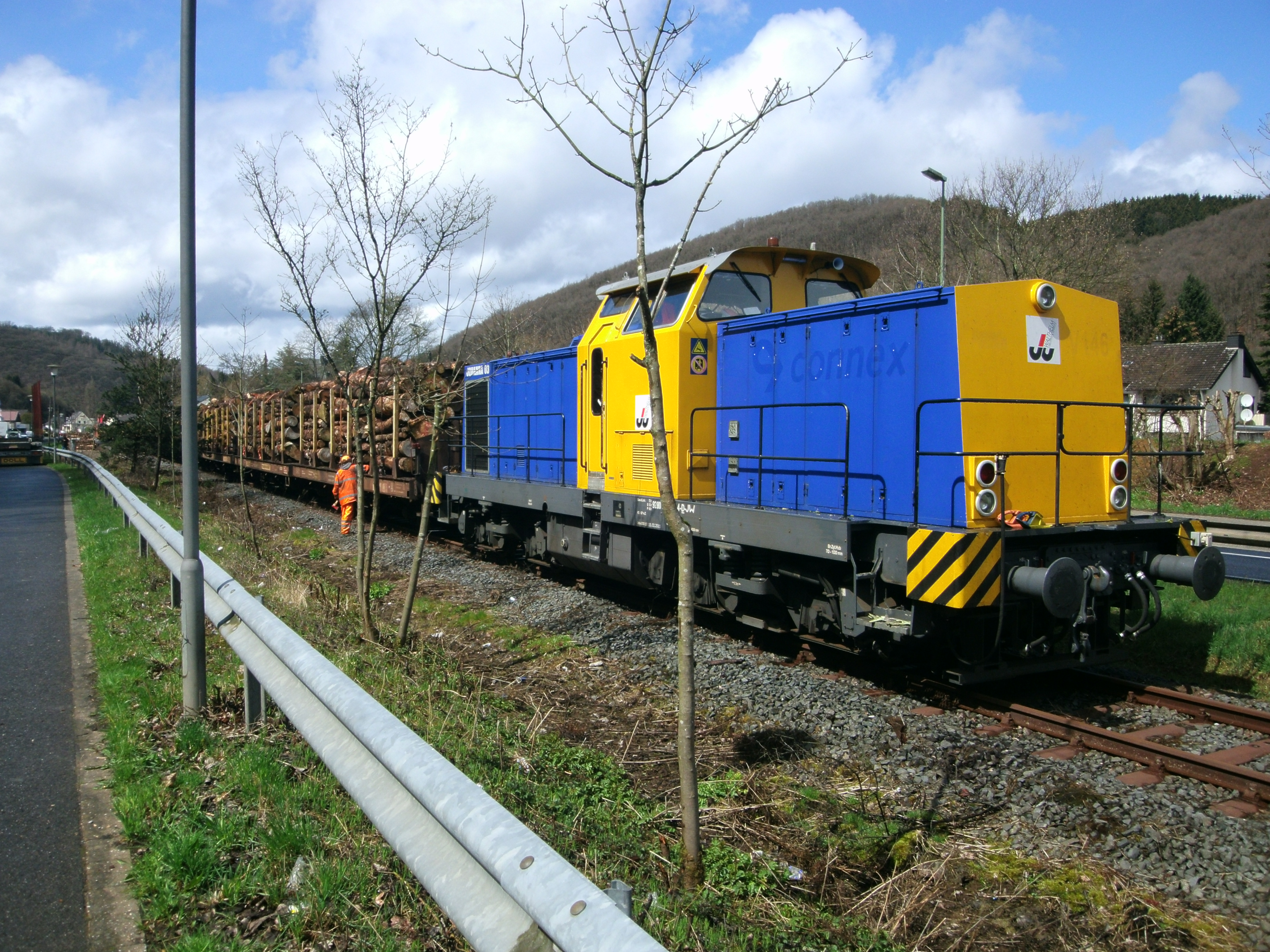
Holzgüterzug an der Ladestraße Gemünd

Ursprünglich gab es in Gemünd einen Bahnhof mit insgesamt drei Gleisen, davon ein Ausweichgleis für Zugbegegnungen und ein Abstellgleis genutzt für Stückgutumschlag. Heute ist davon nur noch der Haltepunkt am Streckenkilometer 5,9 mit dem ehemaligen Empfangsgebäude und einem Bahnsteig geblieben. Das ehemalige Empfangsgebäude beherbergt heute ein kleines Restaurant (Gleis 3). Östlich des Bahnsteiges befindet sich heute, im Planum eines alten Nebengleises, die im Güterverkehr genutzte Holzladestraße Gemünd. Unmittelbar hinter dem Haltepunkt Gemünd folgt der Gemünder Tunnel (130 m), in welchem die Trasse einen großen Bogen ins Oleftal macht (Radius 200 m).
Bei den Kilometerpunkten 5,0 und 8,0 gab es ab 1953 die zusätzlichen Bedarfhaltepunkte Mauel und Nierfeld. Beide wurden mit der Einstellung des Personenverkehrs 1981 aufgegeben. Heute sind das (auch für die RSE) nur noch Durchfahrtpunkte.

### Haltepunkt Olef

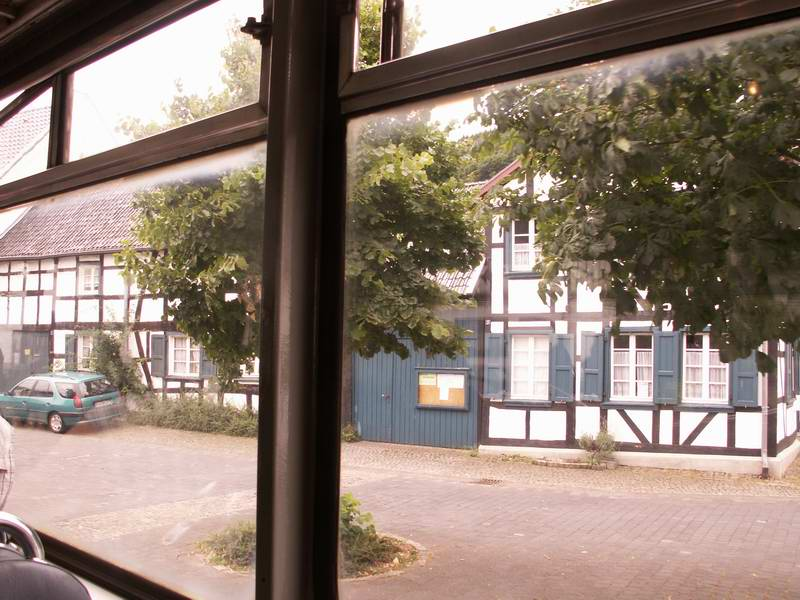
Ortsdurchfahrt Olef

Die Oleftalbahn hat einen Haltepunkt am Kilometerpunkt 9,0 im Ort Olef. Eine Besonderheit ist die Streckenführung der Normalspurbahn ähnlich einer Straßenbahn mitten über den Dorfplatz. Daraus gab sich aus Sicherheitsgründen zu Zeiten des DB-Regelbetriebs vor dem 30. Mai 1981 die Sonderregelung, dass die Schaffner den Zügen durch den Ort voranzugehen und dafür zu sorgen hatten, dass der sonstige Straßenverkehr nicht mit dem Zugbetrieb kollidierte.

### Verladerampe Höddelbusch
Nun geht es zwischen Felsen und der Olef weiter entlang der Bundesstraße, die an der anderen Seite des Tals geführt wird, nach Schleiden-Höddelbusch. Dort befindet sich am km 10,3 eine Panzerverladerampe mit mehreren Rangiergleisen, welche bis 2005 dem Transport der Panzer zum Truppenübungsplatz diente. Bis 1997 gab es regelmäßigen Güterverkehr bis Hellenthal, seitdem nur noch Militärverkehr bis Schleiden-Höddelbusch, der Ende 2005 eingestellt wurde. Die Belgier gaben den Truppenübungsplatz Vogelsang zum 1. Januar 2006 auf. Die Gleisanlagen (außer dem Streckengleis) sind mittlerweile aber außer Betrieb und gesperrt. Das Gelände auf der Dreiborner Hochfläche wurde in eine zivile Nutzung mit einem Dokumentationszentrum und Wandergebiet überführt.

### Haltepunkt Schleiden Rathaus

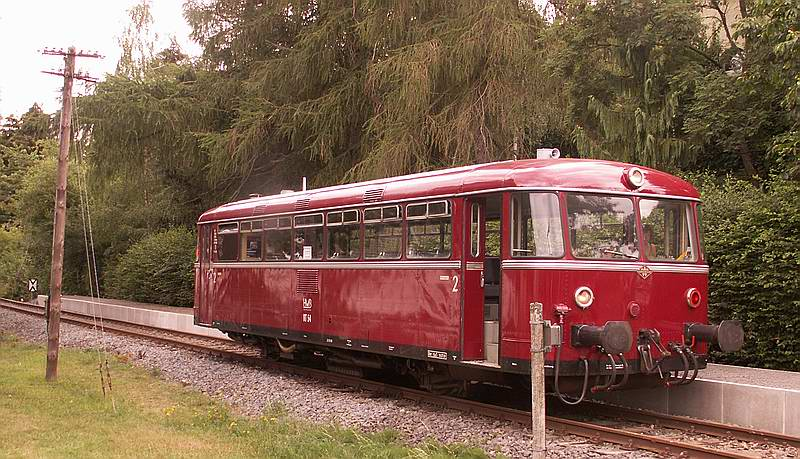
2006/07 eingesetzter Uerdinger Schienenbus der HWB (Hp Schleiden Rathaus)

Kurz hinter Höddelbusch folgt der nur von 2005 bis 2007 bediente Haltepunkt Schleiden Rathaus (km 11,7), welcher zu dieser Zeit den Bahnhof Schleiden (Eifel) ersetzte und dessen Neubaubahnsteig mittlerweile wieder vollständig zurückgebaut wurde. Nach Überquerung der B 258 verläuft die Strecke in Hanglage, ehe sie den Bahnhof Schleiden (Eifel) erreicht.

### Bahnhof Schleiden (Eifel)
Durch Schleiden führt die Oleftalbahn, auf der der regelmäßige Personenverkehr 1981 durch die Deutsche Bundesbahn eingestellt wurde. Dieser Bahnhof Schleiden liegt am Kilometerpunkt 12,0 und besitzt neben zwei Bahnsteiggleisen mit einem Mittel- und einem Außenbahnsteig auch ein kurzes Abstellgleis mit alter Kopframpe (Laderampe). Weitere Nebengleise wurden zurückgebaut, es liegen nur noch die Abzweigweichen. Auf dem Gelände des ehemaligen Empfangsgebäudes befindet sich heute der Busbahnhof, welcher 2011 neu errichtet wurde. Der Busbahnhof grenzt dabei niveaugleich an den Außenbahnsteig der Oleftalbahn.

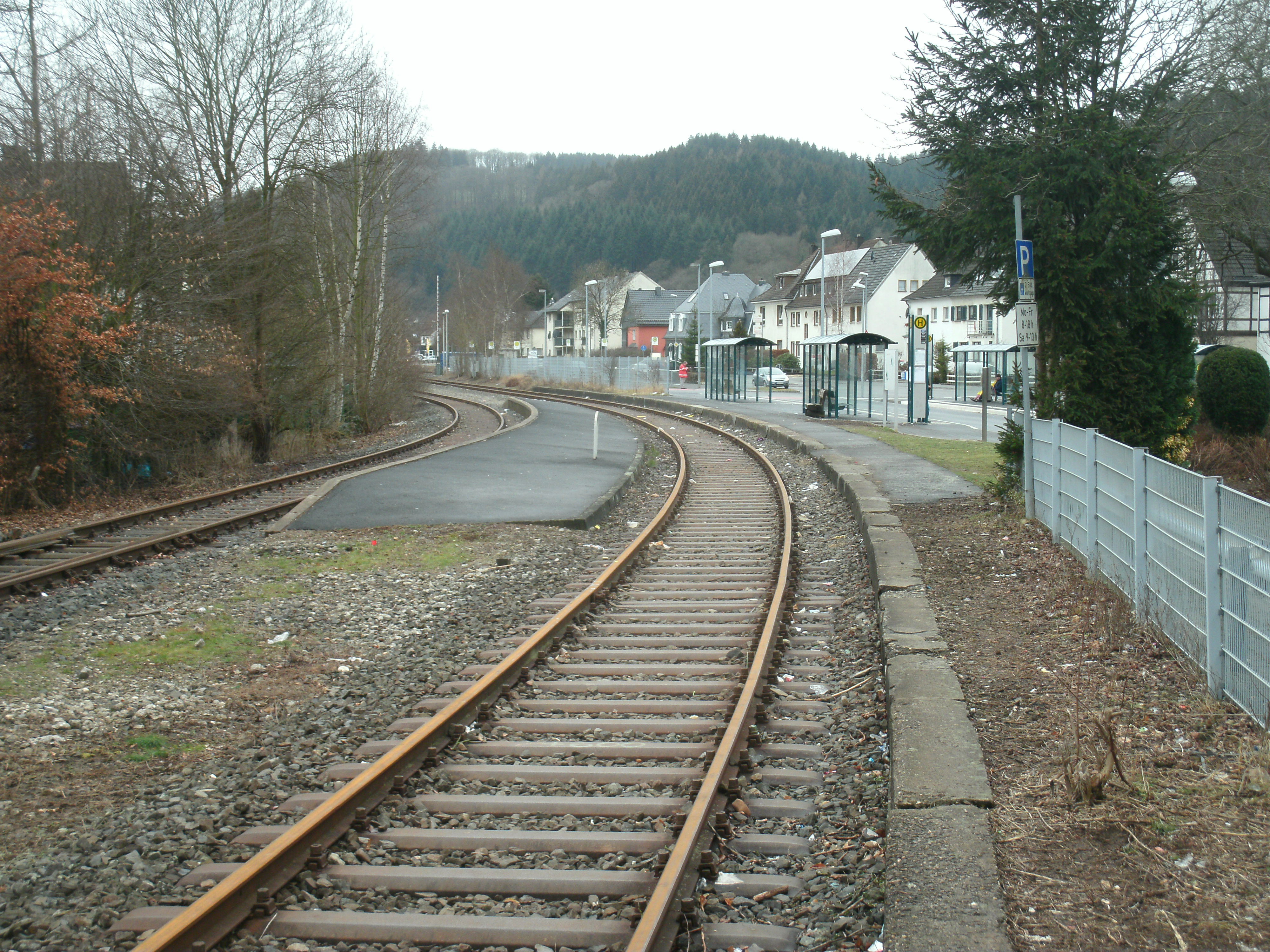
Bahnhof Schleiden (Eifel), rechts der Busbahnhof

Wegen des 2004 neu eingerichteten Nationalparks Eifel unterstützte das Land Nordrhein-Westfalen den Tourismus durch ein Zweijahresprogramm für Personenverkehr in der Ausflugssaison an Sonn- und Feiertagen. Der Schienenpersonennahverkehr wurde durch den Verkehrsverbund Rhein-Sieg organisiert und von der Rurtalbahn GmbH durchgeführt. Seit dem 16. Oktober 2005 ist der Regelverkehr beendet und wird seit dem Jahr 2006 privatwirtschaftlich weiterbetrieben. Endeten die Fahrten 2004 im Ortsteil Gemünd, so wurden sie 2005 bis Schleiden Bf weitergeführt.

### Haltepunkt Oberhausen (Eifel)
Nachdem die Strecke wieder eingleisig geworden ist, geht es weiter entlang der Bundesstraße 265. Am Streckenkilometer 14,0 liegt der Haltepunkt Oberhausen (Eifel). Er wurde im Herbst 2010 reaktiviert und wird seitdem von der RSE am Wochenende bedient. Oberhausen hatte ein Anschlussgleis zur Firma Kewo. Der Haltepunkt besteht aus einem grünen Bahnsteig und einer Beton-Wartehalle, an der die Strecke in einer Kurve die Bundesstraße quert. Anschließend verläuft die Strecke wieder entlang der Olef und über weite Wiesen bis Blumenthal.

### Bahnhof Blumenthal (Eifel)

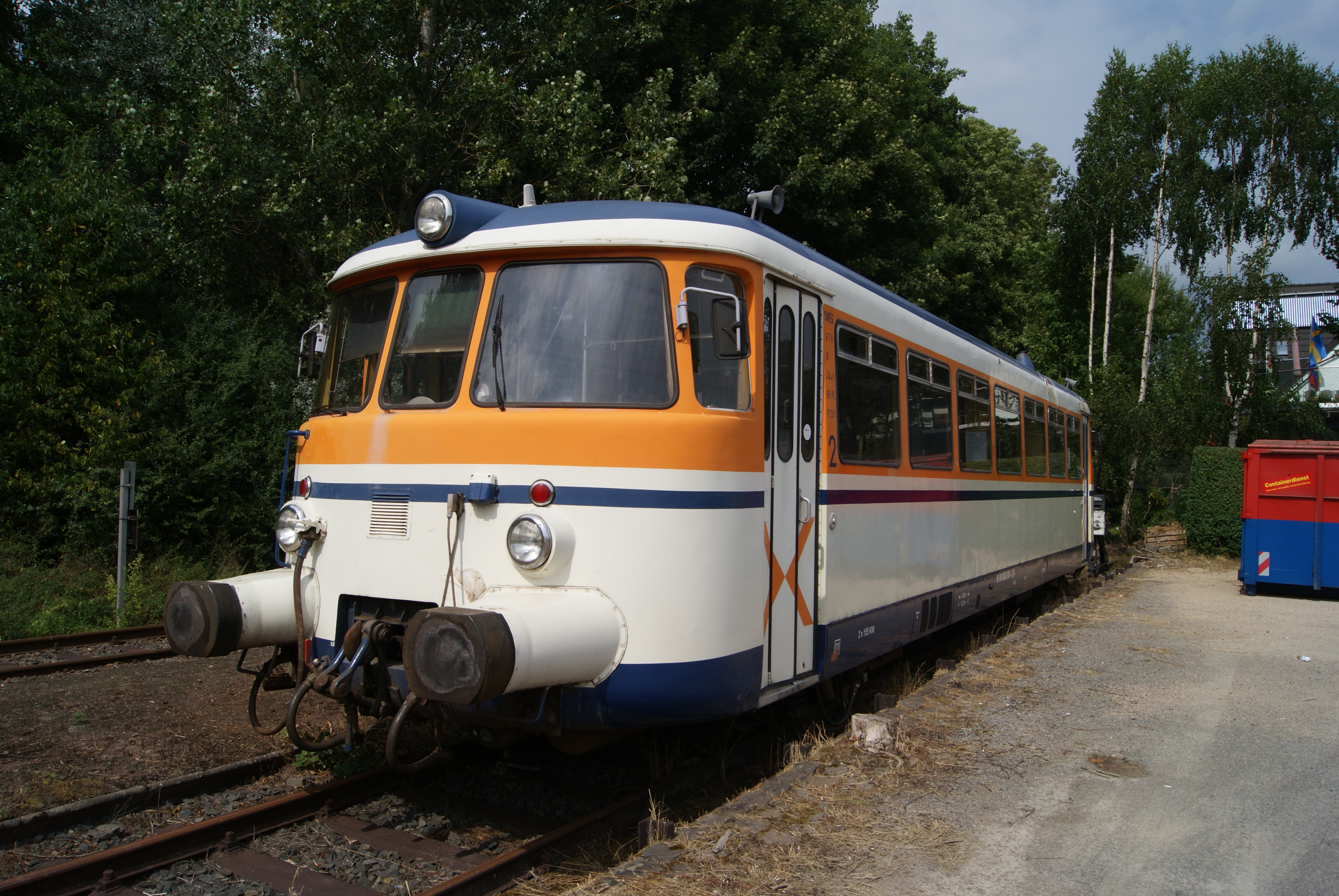
MAN-Schienenbus der Oleftalbahn in Blumenthal

Durch den Ort Blumenthal fährt seit der Reaktivierung im Herbst 2010 jeden Sonntag die Oleftalbahn auf ihrem Weg von Kall nach Hellenthal. In Blumenthal (Eifel) wurde an km 15,6 ein neuer Bahnsteig, etwas vor dem ehemaligen Empfangsgebäude, errichtet. Das alte Empfangsgebäude mit Güterschuppen, liegt in Richtung Hellenthal auf der linken Seite der Strecke, es wurde 1950/51 neu gebaut, steht unter Denkmalschutz und dient heute als Wohnhaus. Der Güterschuppen kann seit 1998 allerdings nicht mehr angefahren werden, weil das Nebengleis (Gleis 1) aus Richtung Hellenthal schon vor diesem endet. Hinter dem Empfangsgebäude folgen einige Abstell-/Nebengleise, auf welchen die Fahrzeuge der Oleftalbahn (Skl 53, Schienenbus) abgestellt werden. Durch eine eher industriell geprägte Gegend geht es nun weiter bis nach Hellenthal.

### Bahnhof Hellenthal

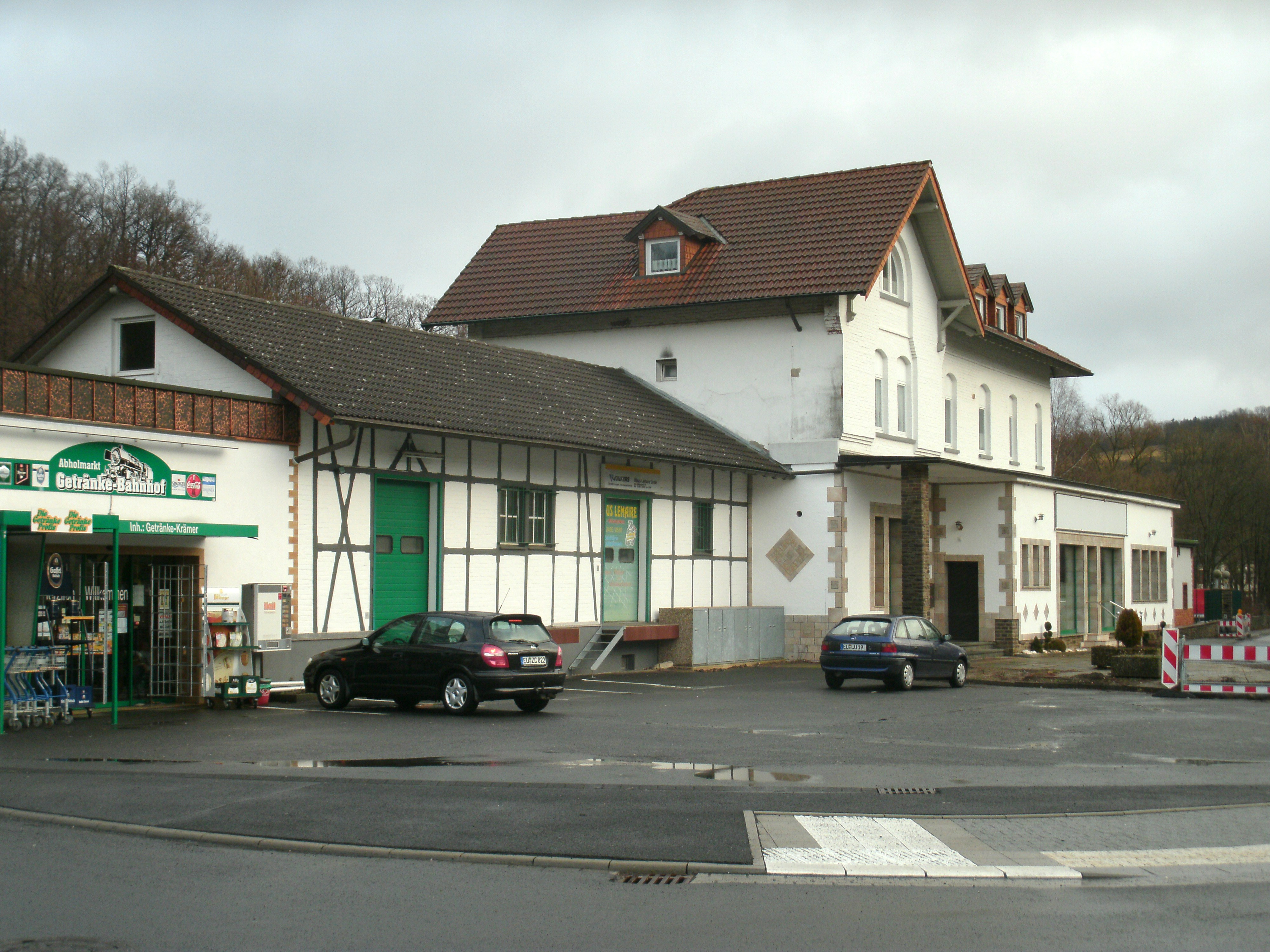
Der Bahnhof Hellenthal (Straßenseite)

Die Strecke war auf dem Abschnitt zwischen Schleiden und Hellenthal von 1997 bis Ende Juli 2010 stillgelegt. Zum 11. Dezember 2008 erhielt die Rhein-Sieg-Eisenbahn GmbH (RSE) vom Land Nordrhein-Westfalen eine fünfzigjährige Betriebsgenehmigung für den Abschnitt Schleiden-Stadtgrenze bis Hellenthal Bahnhof. Die Reaktivierung der Strecke erfolgte noch im Herbst 2010.
Der Ort Hellenthal ist Endbahnhof der Oleftalbahn am Streckenkilometer 17,2. Der Bahnhof Hellenthal besteht heute aus einem Bahnsteiggleis mit 2010 neu errichtetem Bahnsteig, der an den neuen Busbahnhof grenzt. Es existieren zudem zwei weitere Nebengleise, wobei das mittlere nicht mehr befahrbar ist (Gleisbrüche). Weitere Abstell- und Nebengleise wurden abgebaut, es liegen (wie in Schleiden) nur noch die alten Abzweigweichen. Das Empfangsgebäude existiert noch und wird heute als Getränkehandel genutzt. Erhalten geblieben ist auch der Betonsockel des Kohleladekrans der Lokstation.

## Verkehr

### Personenverkehr

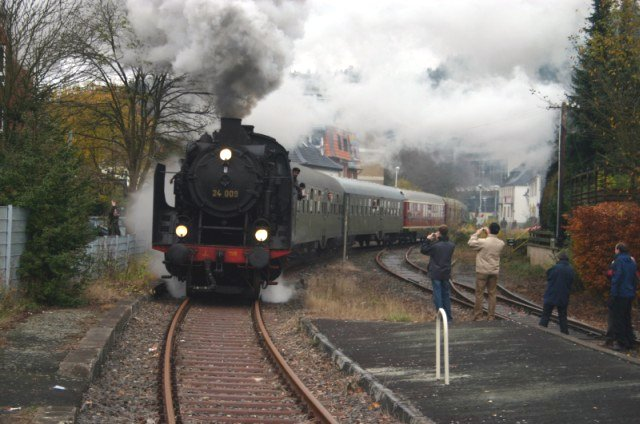
Eine Dampflokomotive der Baureihe 24 fährt mit einem Sonderzug in den Bahnhof Schleiden ein

An Sommerferien 1998 und 1999 gab es ein DB-Bahntours-Dampflokprogramm an Wochenenden bis Schleiden Bf
Wegen des 2004 neu eingerichteten Nationalparks Eifel unterstützte das Land den Tourismus zunächst durch einen zweijährigen SPNV in der Ausflugssaison an Sonn- und Feiertagen. Endeten diese Fahrten 2004 noch in Gemünd, so wurden sie im Jahr 2005 bis Schleiden weitergeführt. Der Verkehr wurde vom VRS organisiert und von der Rurtalbahn GmbH mit einem Dieseltriebwagen durchgeführt. Am 16. Oktober 2005 wurde der Ausflugsregelverkehr allerdings beendet.
Im Jahr 2006 wurde dieser Verkehr von einigen Eisenbahnfreunden des Arbeitskreises Oleftalbahn wieder aufgenommen. Die HWB Verkehrsgesellschaft stellte dazu einen Uerdinger Schienenbus zur Verfügung. Ab 2008 fuhr der Verein BuBI diese Ausflugsverkehre in Zusammenarbeit mit der RSE, eingesetzt wurde seitdem ein historischer MAN-Schienenbus der RSE.
Parallel zur Strecke verkehrt im Stundentakt die Buslinie SB81, welche auch alle Bahnhaltepunkte an der Strecke bedient.

### Güterverkehr
Der Güterverkehr (Holzabfuhr) wurde mit der Einrichtung der, in Fahrtrichtung Hellenthal, kurz vor dem Haltepunkt Gemünd befindlichen Ladestraße Gemünd durch die Rhein-Sieg-Eisenbahn (RSE) im Jahre 2010 wieder aufgenommen; der erste Zug verließ Gemünd am 23. Juni 2010. Seitdem wird dort immer wieder Holz vom LKW auf Ganzzüge verschiedener Privatbahnen verladen, so verkehrten im Jahr 2011 insgesamt vier Holzgüterzüge, im Jahr 2012 mindestens zwei.

## Arbeitskreis Oleftalbahn
Der Arbeitskreis Oleftalbahn (AK OTB) gründete sich am 7. April 2006 auf einer Veranstaltung in Kall zunächst unter dem Dach der Bahn- und Businitiative Schleidener Tal e. V. (BuBI). Sein Zweck war die Fortführung der touristischen Verkehre auf der Oleftalbahn, die das Land Nordrhein-Westfalen nur in einem Zweijahres-Pilotbetrieb bis zum 16. Oktober 2005 gefördert hatte. Zudem drohte sogar die Stilllegung des Trassenbetriebs, nachdem das Königreich Belgien den Militärverkehr bis Schleiden-Höddelbusch zum 31. Dezember 2005 aufgegeben hatte.
Am 24. November 2006 beschlossen die BuBI und der AK OTB gemeinsam die Neugründung eines Eisenbahnvereins, der sein Operationsgebiet auch auf andere Nebenbahnen der Eifel ausdehnte. Die BuBI sollte dagegen auf das Schleidener Tal beschränkt bleiben. Sie widmet sich neben den Eisenbahnaufgaben auch allgemeinen Aufgaben des ÖPNV. Da die Vereine aber im Wesentlichen gemeinsame Zielsetzungen verfolgen, wurde eine weitestgehende Kooperation vereinbart.
Am 10. Februar 2007 gründete sich der gemeinnützige Verein Arbeitsgemeinschaft Eifel-Nebenbahnen, der die beiden Arbeitskreise AK Oleftalbahn und IG Westeifelbahn umfasst. Der Verein hat sich mit Beschluss seiner Mitgliederversammlung am 29. Januar 2011 in Gerolstein wieder aufgelöst, da einige seiner Ziele, wie der Saisonverkehr auf der Oleftalbahn und die Erhaltung und Wiederinbetriebnahme der Westeifelbahn (Gerolstein–Prüm) durch andere Personen gesichert sind. Ein regelmäßiger Sonderzugverkehr auf der Südeifelbahn (Bitburg-Erdorf–Bitburg-Stadt) konnte aufgrund regionaler Probleme und mangelnder finanzieller Unterstützung nicht dauerhaft etabliert werden.
Da die touristische Saison auf der Oleftalbahn seitens der ArGe Eifelnebenbahnen e. V. (mittlerweile aufgelöst) Ende März 2008 nicht gesichert war, entschloss sich die Bahn- und Businitiative Schleidener Tal e. V., diesen wieder in die eigene Verantwortung zu übernehmen. Ab Mai 2008 fungierte wieder der lokale Verein in Kooperation mit der Rhein-Sieg-Eisenbahn als Veranstalter.